# Тиотропия бромид
Тиотропия бромид («Спирива») — М-холинолитик длительного действия, применяемый для лечения хронической обструктивной болезни лёгких.
Тиотропия бромид входит в перечень жизненно необходимых и важнейших лекарственных препаратов.

## Фармакологическое действие
Бронходилатирующее средство, блокирует м-холинорецепторы гладкой мускулатуры трахеобронхиального дерева. Обладает одинаковым сродством к различным подтипам мускариновых рецепторов от М1 до M5. Результатом ингибирования М3-рецепторов в дыхательных путях является расслабление гладкой мускулатуры. При ингаляционном способе введения тиотропиум оказывает избирательный эффект, при этом в терапевтических дозах не вызывает системных антихолинергических побочных эффектов. Бронходилатирующий эффект зависит от дозы и сохраняется не менее 24 ч, что связано с медленной диссоциацией от М3-рецепторов. Высвобождение от М2-рецепторов происходит быстрее, чем от М3. Высокое сродство к рецепторам и медленная диссоциация обусловливают выраженный и продолжительный бронходилатирующий эффект у пациентов с ХОБЛ. Значительно улучшает функцию легких (ФЖЕЛ) спустя 30 мин после однократной дозы, увеличивает утреннюю и вечернюю пиковую скорость выдоха. Фармакодинамическое равновесие достигается в течение 1 нед, а выраженный бронходилатирующий эффект наблюдается на 3 сут.

## Фармакокинетика
При ингаляционном способе введения абсолютная биодоступность — 19,5 %. Плохо всасывается в ЖКТ. TCmax после ингаляции — 5 мин. Cmax у пациентов с ХОБЛ составляет 17-19 пг/мл после ингаляции порошка в дозе 18 мкг и быстро снижается. В интервале терапевтических доз имеет линейную фармакокинетику. Связь с белками плазмы — 72 %, объем распределения — 32 л/кг, Css — 3-4 пг/мл. Не проникает через ГЭБ. Метаболизируется незначительно до этанол-N-метилскопина и дитиенилгликолиевой кислоты (фармакологически неактивны), менее 20 % метаболизируется цитохромом P450 (изоферменты CYP2D6 и CYP3A4) с образованием различных метаболитов. Не ингибирует цитохром CYP1A1, CYP1A2, CYP2B6, CYP2C9, CYP2C19, CYP2D6, CYP2E1 и CYP3A. T1/2 после ингаляции — 5-6 дней. Общий клиренс — 880 мл/мин. Выводится почками (14 %) в основном путём канальцевой секреции, и с калом. Не кумулирует. У пожилых больных снижается почечный клиренс (7 %), однако плазменная концентрация значительно не меняется. При ХПН наблюдается повышение концентрации в плазме и снижение почечного клиренса.

## Показания
ХОБЛ (в том числе хронический бронхит и эмфизема легких).

## Противопоказания
Гиперчувствительность, беременность (I триместр), возраст до 18 лет. C осторожностью. Закрытоугольная глаукома, гиперплазия предстательной железы, обструкция шейки мочевого пузыря.

## Режим дозирования
Ингаляционно с помощью специального прибора, по 1 капсуле в сутки в одно и то же время. Пожилым пациентам, при почечной/печеночной недостаточности коррекции режима дозирования не требуется.

## Побочные эффекты
Со стороны пищеварительной системы: сухость слизистой оболочки полости рта (обычно исчезающая в процессе лечения), запор. Со стороны дыхательной системы: кашель и раздражение ротоглотки, парадоксальный бронхоспазм. Со стороны ССС: тахикардия. Со стороны мочеполовой системы: затрудненное мочеиспускание, задержка мочеиспускания (у мужчин с предрасполагающими факторами). Аллергические реакции: ангионевротический отек. Со стороны органов чувств: нечеткость зрительного восприятия, острое повышение внутриглазного давления. Передозировка. Симптомы: усиление антихолинергических реакций (сухость слизистой оболочки полости рта, парез аккомодации, тахикардия. Лечение: симптоматическое.

## Особые указания
Препарат не должен применяться для купирования бронхоспазма. Ингаляция препарата может привести к бронхоспазму. Во время лечения пациентов с ХПН необходимо тщательное наблюдение. Пациенты должны быть ознакомлены с правилами пользования ингалятора. Следует избегать попадания порошка в глаза. Не следует применять чаще, чем 1 раз в день.

## Взаимодействие
Избегать сочетанного применения с другими антихолинергическими лекарственными средствами. Возможно применение тиотропиума в комбинации с другими ЛС, обычно использующимися для лечения ХОБЛ: симпатомиметиками, метилксантинами, пероральными и ингаляционными Глюкокортикоидами.
Эффективной является комбинация олодатерола и тиотропия бромида, в результате различного механизма действия активных веществ и различной локализации целевых рецепторов в легких препарат обеспечивает взаимодополняющую бронходилатацию. При применении олодатерол/тиотропия достигался более значительный бронходилатирующий эффект, а также увеличивалась пиковая объемная скорость выдоха в утренние и вечерние часы. Применение комбинации приводило к снижению риска обострений ХОБЛ и улучшало время переносимости физической нагрузки по сравнению с плацебо, а также значительно улучшала емкость вдоха по сравнению с монотерапией.
В конце наблюдательных исследованиях реальной клинической практики OTIVACTO у 83,3 % из 7,443 пациентов общее состояние было оценено как «от хорошего до отличного», тогда как в начале КИ такую оценку получили только 31,9% пациентов. Результаты были представлены на Международном конгрессе Европейского респираторного общества (ERS) 2018 в Париже.